# Constante de Copeland-Erdős
En mathématiques, la constante de Copeland-Erdős est une constante mathématique créée en concaténant les représentations en base dix des nombres premiers.

## Définition
Formellement, la constante de Copeland-Erdős est définie comme égale à :
{\displaystyle \sum _{n=1}^{\infty }p_{n}10^{-\left(n+\sum _{k=1}^{n}E(\log _{10}{p_{k}})\right)}},
où {\displaystyle p_{k}} est le k-ième nombre premier, et {\displaystyle E(\log _{10}{p_{k}})} la partie entière de son logarithme décimal.
Autrement dit, son développement décimal est la concaténation de « 0, » et des représentations en base dix des nombres premiers, c.-à-d. :
0,2357111317192329… (suite A33308 de l'OEIS).

## Propriétés
En base dix, cette constante est un nombre normal (donc irrationnel), ce qui fut prouvé par Arthur Herbert Copeland et Paul Erdős en 1946,.
En tant que tel, c'est aussi un nombre univers.
Sa représentation en fraction continue débute par [0; 4, 4, 8, 16, 18, 5, 1, etc.] (suite A30168 de l'OEIS).

## Référence
1. ↑  (en) Arthur H. Copeland et Paul Erdős, « Note on normal numbers », Bulletin of the American Mathematical Society, vol. 52,‎ 1946, p. 857-860 (DOI 10.1090/S0002-9904-1946-08657-7, MR 0017743, lire en ligne) ; cet article démontre que ce résultat est vrai pour toute suite d'entiers suffisamment dense.
2. ↑  (en) Yann Bugeaud, Distribution Modulo One and Diophantine Approximation, Cambridge University Press, 2012, 300 p. (ISBN 978-0-521-11169-0, lire en ligne), p. 87.